# 카헤티주
카헤티(조지아어: კახეთი)는 조지아어의 지방 방언을 쓰는 카헤티인들이 거주했던 조지아 동부에 있는 역사적인 주이다. 그 지역은 산악 지방의 소규모 주 투셰티와 대캅카스산맥의 남쪽, 러시아 연방의 남동쪽, 아제르바이잔의 북동쪽, 조지아 카르틀리 서쪽에 있다. 카헤티는 지리적으로 치브-곰보리 산맥에서 동부는 내카헤티 서부는 외카케티로 나뉜다. 동부 지역의 주요 강은 알자니이며, 서부 지역의 주요 강은 이오리이다. 조지아의 다비트 가레자 수도원 지구는 부분적으로 그 주에 위치해 있고 조지아 정부와 아제르바이잔 정부 사이에서 경계선 논쟁은 미결 상태로 남아있다.

## 지리

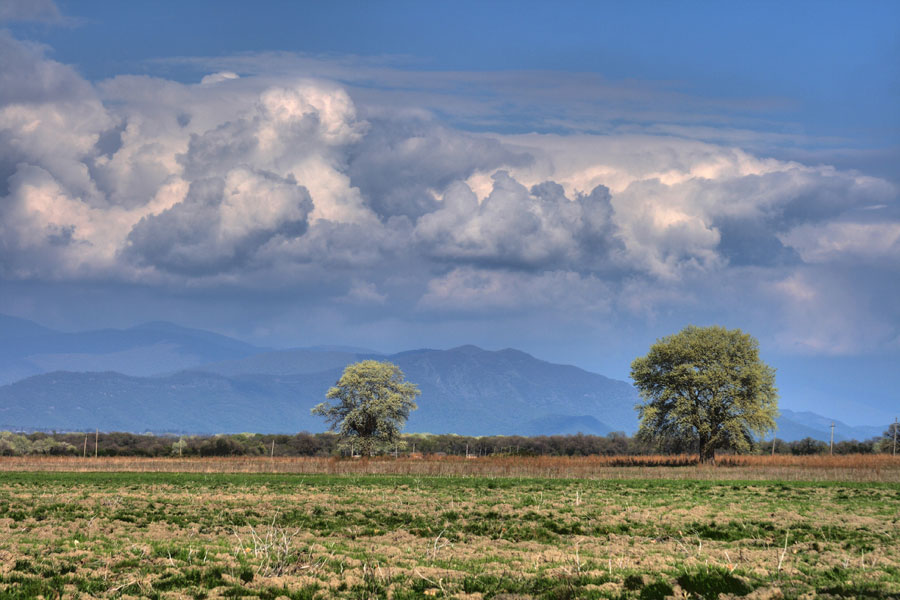
카케티, 알자니 유역의 평원

오늘날의 행정 구획의 지역 이상으로 카케티는 전통적으로 4 구역으로 세분된다. 4 지역은 알자니강의 우측 제방을 따라서 있는 내카헤티(შიგნით კახეთი, 시그니트 카헤티), 이오리강 중류의 유역을 따라서 있는 외카헤티(გარე კახეთი, 가레 카헤티), 알자니와 이오리 사이에 있는 키지키(ქიზიყი), 알자니의 좌측 제방에 있는 저편 지역(გაღმა მხარი, 가그마 므하리)이다. 그 지역에 중세 15세기 이래로 점차 잊혀져 가던 이름의 헤레티 지역도 카케티에 포함된다.

## 지방 자치 단제들
카케티 지역에는 8 지자체들이 있다. 지역명 (면적, 인구):
- 텔라비 (1.094km2, 58.350명)
- 아흐메타 (2.248km2, 31,461명)
- 구르자아니 (849km2, 54,337명)
- 크바렐리 (1.000km2, 29,827명)
- 데도플리스츠카로 (2.531km2, 21,221명)
- 라고데키 (890km2, 41,678명)
- 사가레조 (1.515km2, 51,761명)
- 시그나기 (1.251km2, 29,948명)[2]

## 역사
카헤티는 8세기 끝 무렵부터 독립 봉건 공국이었다. 카헤티는 11세기에 들어 동일 조지아 왕국으로 통합되기도 했지만, 그 기간은 10년도 채 안되었다. 12세기에 들어 건설자 다비드(1089~1125)가 성공적으로 카케티를 그의 왕국으로 통합시켰다.

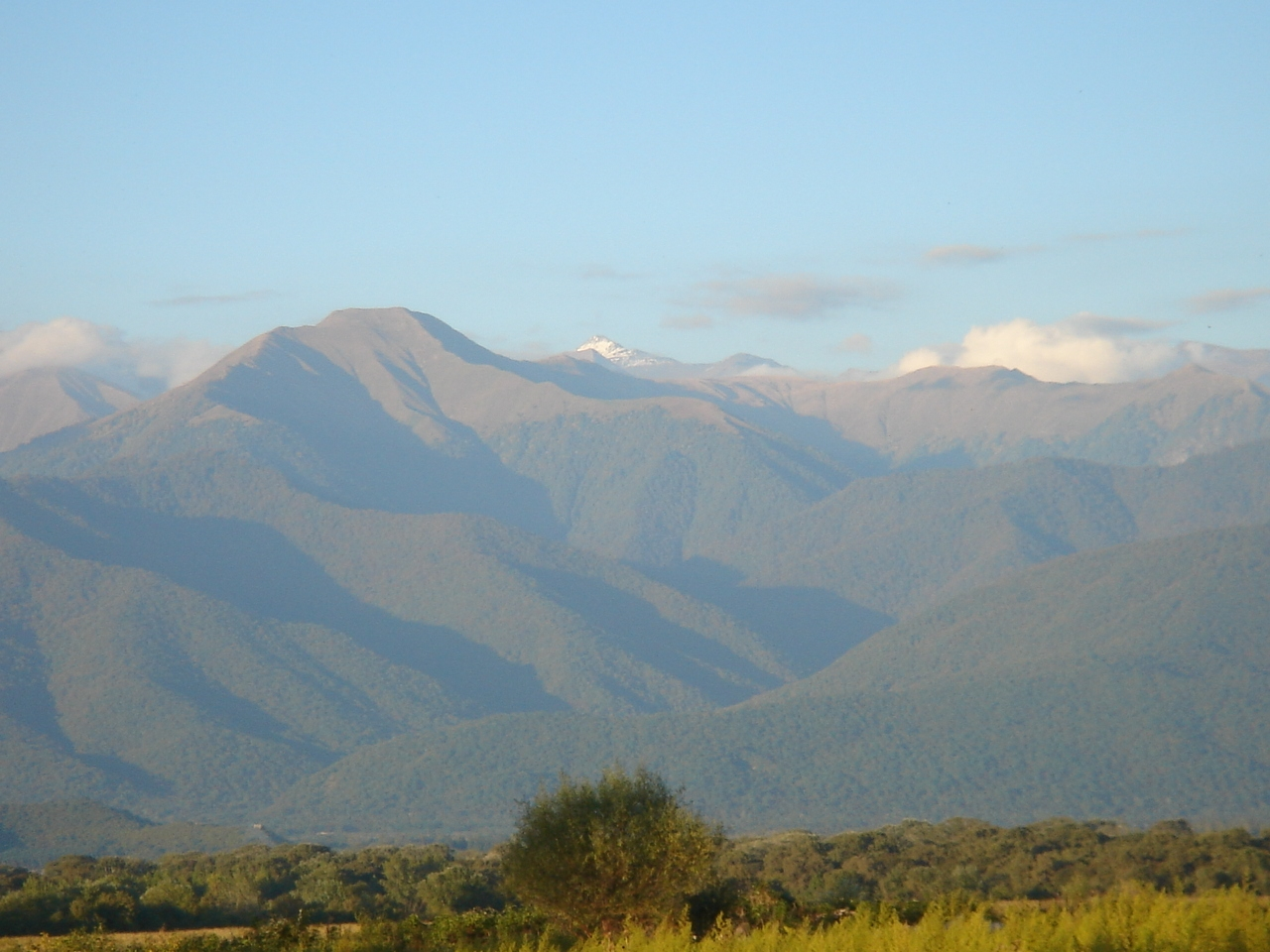
알자니강 평원. 저편에는 캅카스산맥이 있다.

조지아 왕국이 분열되고 난 후에, 카헤티는 1450년대에 독립 왕국이 되었다. 1762년에, 카헤티 왕국은 알바니아 헤레티의 수도 이기도 했던 과거의 텔라비를 수도로 하여 인접한 조지아의 카르틀리 왕국과 통일 해서, 그 수도는 통일 동부-조지아의 카르틀리-카헤티 왕국의 수도가 되었고 교회에 의해 알바니아인들과 강하게 융합되었다. 두 왕국들은 페르시아의 빈번한 침입으로 약화되었다. 1801년에 카르틀리-카헤티 왕국은 챠르제의 러시아 제국에 합병되었다.
1918~1921년에 카케티는 독립 조지아 민주 공화국의 지역이었고, 1922~1936년에는 자캅카스 SFSR의 부분이었으며, 1936~1991년에는 그루지야 SSR의 부분이었다. 1991년에 조지아가 독립하고 부터, 카헤티는 조지아 공화국의 지역이 되었으며 탈레비는 여전히 그 지역의 수도이다.

## 여행 정보
카케티는 조지아의 가장 여행자가 많은 지역이 되고 난 이후부터 관광 인프라가 빠른 속도로 발전하고 있다. 작고 안락한 호텔, 또는 아름다운 부티크 양식의 호텔. 그 지역을 여행 하는 사람은 머물 숙소를 선택할 수 있다. 텔라비와 시그나기는 가장 방문객이 많은 도시이다. 시그나기는 3년전에 보수 공사를 마쳤다. 최근에 가족을 위한 호텔(욕실 및 화장실을 공유하는 가족-소유의 건물에 있는 평범한 객실)에 이 몇 곳 생겼지만, 지금의 시그나기에는 다양한 호텔이 있다. 그 중 한 곳은 훌륭한 인테리어와 레스토랑 덕분에 가장 인기가 좋은, 유명한 조지아의 과거 예술가 이름이 붙여진 "피로스마니 호텔"이다.

## 같이 보기

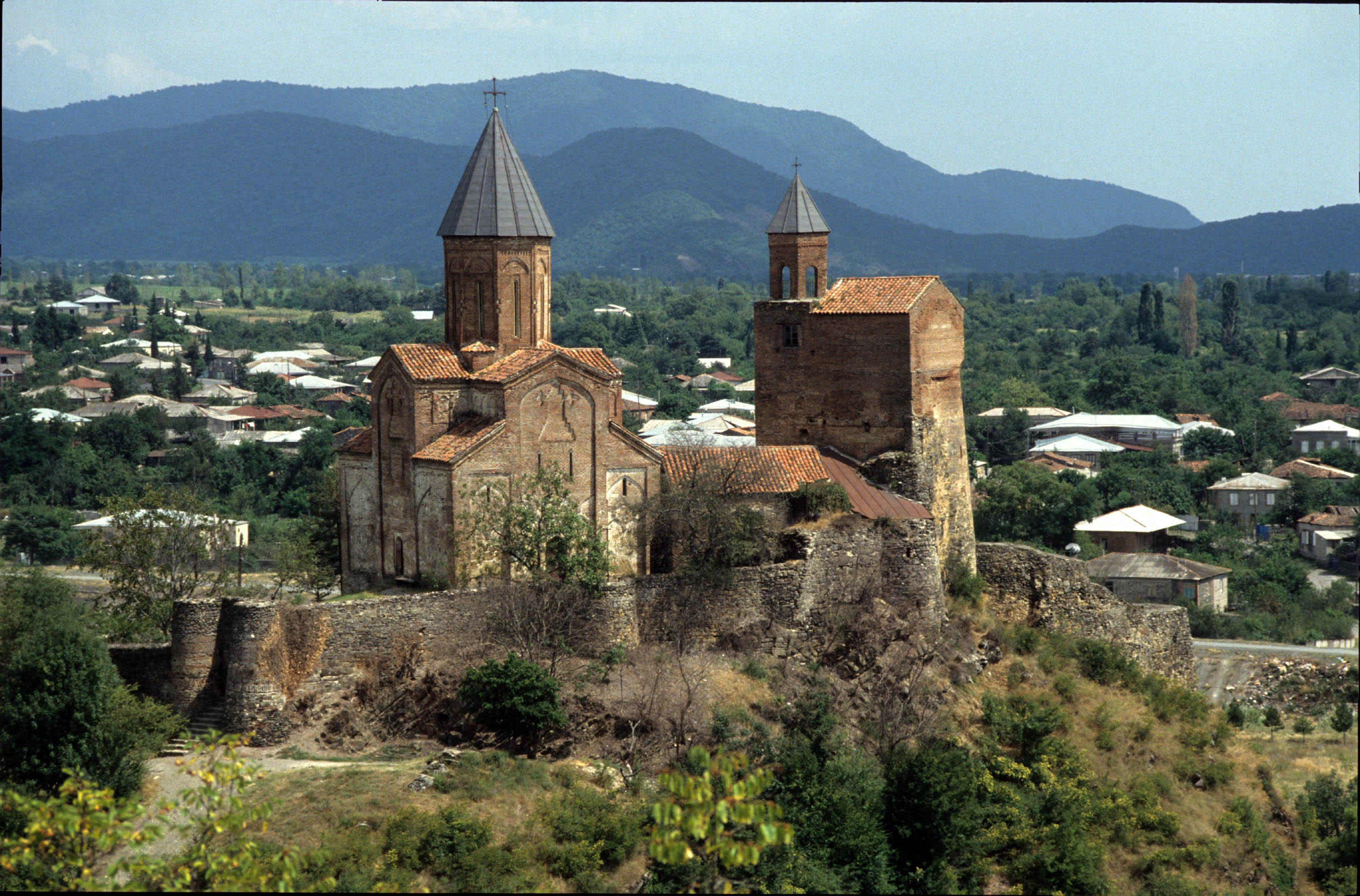
카헤티에 있는 그레미 성당

- 카헤티의 군주